# UCI America Tour 2017
Navigation
Édition précédente Édition suivante
L'UCI America Tour 2017 est la treizième édition de l'UCI America Tour, l'un des cinq circuits continentaux de cyclisme de l'Union cycliste internationale. Il est composé de 36 compétitions organisées du 24 octobre 2016 au 7 octobre 2017 en Amérique.

## Calendrier des épreuves

### Octobre 2016
| Date | Course            | Pays      | Classe | Vainqueur        | Équipe              |
| ---- | ----------------- | --------- | ------ | ---------------- | ------------------- |
| 24-1 | Tour du Guatemala | Guatemala | 2.2    | Román Villalobos | Canel's-Specialized |

### Décembre 2016
| Date  | Course                 | Pays       | Classe | Vainqueur     | Équipe                                        |
| ----- | ---------------------- | ---------- | ------ | ------------- | --------------------------------------------- |
| 11    | Grand Prix de San José | Costa Rica | 1.2    | Pablo Alarcón | Canel's-Specialized                           |
| 13-25 | Tour du Costa Rica     | Costa Rica | 2.2    | César Rojas   | Frijoles Tierniticos-Arroz Halcón-Specialized |

### Janvier
| Date  | Course           | Pays      | Classe | Vainqueur        | Équipe                   |
| ----- | ---------------- | --------- | ------ | ---------------- | ------------------------ |
| 13-22 | Tour du Táchira  | Venezuela | 2.2    | Yonathan Salinas | Kino Táchira Royal Bikes |
| 23-29 | Tour de San Juan | Argentine | 2.1    | Bauke Mollema    | Trek-Segafredo           |

### Février
| Date | Course                             | Pays                   | Classe | Vainqueur      | Équipe            |
| ---- | ---------------------------------- | ---------------------- | ------ | -------------- | ----------------- |
| 26-5 | Vuelta a la Independencia Nacional | République dominicaine | 2.2    | Ismael Sánchez | Aero Cycling Team |

### Mars
| Date | Course                | Pays       | Classe | Vainqueur       | Équipe                   |
| ---- | --------------------- | ---------- | ------ | --------------- | ------------------------ |
| 30-2 | Joe Martin Stage Race | États-Unis | 2.2    | Robin Carpenter | Holowesko Citadel Racing |

### Avril
| Date  | Course           | Pays       | Classe | Vainqueur     | Équipe      |
| ----- | ---------------- | ---------- | ------ | ------------- | ----------- |
| 7-16  | Tour d'Uruguay   | Uruguay    | 2.2    | Magno Nazaret | Soul Brasil |
| 19-23 | Tour of the Gila | États-Unis | 2.2    | Evan Huffman  | Rally       |

### Mai
| Date | Course                                               | Pays                   | Classe | Vainqueur             | Équipe                   |
| ---- | ---------------------------------------------------- | ---------------------- | ------ | --------------------- | ------------------------ |
| 18   | Championnat panaméricain du contre-la-montre         | République dominicaine | CC     | José Luis Rodríguez   | Chili                    |
| 18   | Championnat panaméricain du contre-la-montre espoirs | République dominicaine | CC     | José Alexis Rodríguez | Costa-Rica               |
| 20   | Championnat panaméricain sur route espoirs           | République dominicaine | CC     | Matías Muñoz          | Chili                    |
| 21   | Championnat panaméricain sur route                   | République dominicaine | CC     | Nelson Soto           | Colombie                 |
| 29   | Winston Salem Cycling Classic                        | États-Unis             | 1.1    | Robin Carpenter       | Holowesko Citadel Racing |

### Juin
| Date  | Course                          | Pays   | Classe | Vainqueur     | Équipe                   |
| ----- | ------------------------------- | ------ | ------ | ------------- | ------------------------ |
| 8-11  | Grand Prix cycliste de Saguenay | Canada | 2.2    | Steve Fisher  | Hangar 15 Bicycles       |
| 14-18 | Tour de Beauce                  | Canada | 2.2    | Andžs Flaksis | Holowesko Citadel Racing |

### Juillet
| Date  | Course                                       | Pays       | Classe | Vainqueur                | Équipe                   |
| ----- | -------------------------------------------- | ---------- | ------ | ------------------------ | ------------------------ |
| 9     | Tour de Delta                                | Canada     | 1.2    | John Murphy              | Holowesko Citadel Racing |
| 19-23 | Cascade Cycling Classic                      | États-Unis | 2.2    | Robin Carpenter          | Holowesko Citadel Racing |
| 28-6  | Tour cycliste international de la Guadeloupe | France     | 2.2    | Sébastien Fournet-Fayard | Pro Immo Nicolas Roux    |
| 31-6  | Tour de l'Utah                               | États-Unis | 2.HC   | Rob Britton              | Rally                    |

### Août
| Date  | Course           | Pays       | Classe | Vainqueur       | Équipe               |
| ----- | ---------------- | ---------- | ------ | --------------- | -------------------- |
| 1-13  | Tour de Colombie | Colombie   | 2.2    | Aristóbulo Cala | Bicicletas Strongman |
| 10-13 | Colorado Classic | États-Unis | 2.HC   | Manuel Senni    | BMC Racing           |

### Septembre
| Date | Course         | Pays   | Classe | Vainqueur    | Équipe |
| ---- | -------------- | ------ | ------ | ------------ | ------ |
| 1-4  | Tour d'Alberta | Canada | 2.1    | Evan Huffman | Rally  |

### Octobre
| Date  | Course                 | Pays              | Classe | Vainqueur       | Équipe         |
| ----- | ---------------------- | ----------------- | ------ | --------------- | -------------- |
| 1     | Tobago Cycling Classic | Trinité-et-Tobago | 1.2    | Peter Schulting | Jo Piels       |
| 11-15 | Tour du Chili          | Chili             | 2.2    | Nicolás Paredes | Medellín-Inder |

## Classements
- Classements

| #   | Coureur          | Pays       | Équipe             | Pts. |
| --- | ---------------- | ---------- | ------------------ | ---- |
| 1.  | Serghei Ţvetcov  | Roumanie   | Jelly Belly-Maxxis | 361  |
| 2.  | Robert Britton   | Canada     | Rally Cycling      | 340  |
| 3.  | Nelson Soto      | Colombie   | Coldeportes-Zenú   | 275  |
| 4.  | Alex Howes       | États-Unis | Cannondale-Drapac  | 259  |
| 5.  | Robin Carpenter  | États-Unis | Holowesko Citadel  | 253  |
| 6.  | Gavin Mannion    | États-Unis | UnitedHealthcare   | 248  |
| 7.  | Evan Huffman     | États-Unis | Rally Cycling      | 247  |
| 8.  | Sepp Kuss        | États-Unis | Rally Cycling      | 220  |
| 9.  | Brent Bookwalter | États-Unis | BMC Racing Team    | 220  |
| 10. | Manuel Senni     | Italie     | BMC Racing Team    | 220  |

| #   | Équipe              | Pays       | Pts. |
| --- | ------------------- | ---------- | ---- |
| 1.  | Rally Cycling       | États-Unis | 1089 |
| 2.  | Holowesko Citadel   | États-Unis | 689  |
| 3.  | UnitedHealthcare    | États-Unis | 566  |
| 4.  | Jelly Belly-Maxxis  | États-Unis | 436  |
| 5.  | Coldeportes-Zenú    | Colombie   | 428  |
| 6.  | Canel's-Specialized | Mexique    | 387  |
| 7.  | Soul Brasil         | Brésil     | 361  |
| 8.  | Medellín-Inder      | Colombie   | 341  |
| 9.  | Silber Pro Cycling  | Canada     | 329  |
| 10. | Axeon-Hagens Berman | États-Unis | 307  |

| #   | Pays       | Pts. |
| --- | ---------- | ---- |
| 1.  | Colombie   | 3455 |
| 2.  | États-Unis | 2089 |
| 3.  | Canada     | 1213 |
| 4.  | Venezuela  | 860  |
| 5.  | Argentine  | 715  |
| 6.  | Costa Rica | 690  |
| 7.  | Équateur   | 600  |
| 8.  | Chili      | 525  |
| 9.  | Brésil     | 462  |
| 10. | Guatemala  | 443  |

| #   | Pays (U23) | Pts. |
| --- | ---------- | ---- |
| 1.  | Colombie   | 1416 |
| 2.  | États-Unis | 580  |
| 3.  | Canada     | 271  |
| 4.  | Costa Rica | 248  |
| 5.  | Argentine  | 210  |
| 6.  | Équateur   | 154  |
| 7.  | Venezuela  | 129  |
| 8.  | Brésil     | 100  |
| 9.  | Mexique    | 89   |
| 10. | Panama     | 83   |